# Stephen Laybutt
Stephen Laybutt est un footballeur australien né le 3 septembre 1977 à Lithgow (Australie) et mort le 13 janvier 2024.

## Biographie

### Carrière
Il commence sa carrière en 1995 en intégrant le Wollongong Wolves Football Club. Il passe ensuite par plusieurs clubs tels Brisbane Strikers Football Club et Shonan Bellmare avant de continuer sa carrière en Europe.
Stephen Laybutt participe aux Jeux olympiques de Sydney en 2000 avec l'équipe nationale australienne de football des moins de 23 ans,.
En janvier 2002, il est libéré par l'équipe néerlandaise Feyenoord Rotterdam pour retourner en Australie, après une période de prêt au club norvégien FK Lyn.
Il est victime d'une rupture du tendon d'Achille en janvier 2008, entrainant son forfait pour le reste du championnat d'Australie de football 2008-2009.

### Disparition
Stephen Laybutt est porté disparu le 13 janvier 2024 alors qu'il n'a pas pu être contacté après avoir été vu pour la dernière fois la nuit précédente. Par ailleurs, il a été vu sur des images des caméras de sécurité à 11 h 30 le 13 janvier. La police a découvert son corps le 14 janvier 2024 dans la brousse près de Cabarita, en Nouvelle-Galles du Sud,. Sa mort résulte d'un suicide d'après les investigations.

## Palmarès
- Vainqueur de la Coupe d'Océanie en 2000 avec l'Australie

## Vie privée
Après la fin de carrière professionnelle, Stephen Laybutt fait son coming out en se déclarant gay,,. Il travaille dans l'unité de réadaptation du St Vincent's Hospital à Sydney. Il y rencontre le patient Ian Pavey, à qui il fait don d'un rein.